# سیارک ۹۲۹۷
سیارک ۹۲۹۷ (به انگلیسی: 9297 Marchuk، نامگذاری:1984MP) نه هزار و دویست و نود و هفتمین سیارک کشف شده‌است که در ۲۵ ژوئن ۱۹۸۴ کشف شد.
قدر مطلق سیارک برابر ۱۲٫۳۰ است.